# Snowboard-Juniorenweltmeisterschaften 2011
Die 15. FIS Snowboard-Juniorenweltmeisterschaften fand vom 26. März bis 4. April 2011 in Valmalenco, Italien statt. Ausgetragen wurden Wettkämpfe im Parallelslalom (PSL), Parallel-Riesenslalom (PGS), Snowboardcross (SBX), Slopestyle (SBS), und in der Halfpipe. Teilnahmeberechtigt für PSL, PGS und SBX waren die Jahrgänge 1991–1995 und für HP und SBS die Jahrgänge 1991–1997.

## Ergebnisse Frauen

### Parallelslalom
| Platz | Land        | Sportlerin        | Punkte |
| ----- | ----------- | ----------------- | ------ |
| 1     | Schweiz     | Julie Zogg        | 360,00 |
| 2     | Deutschland | Cheyenne Loch     | 288,00 |
| 3     | Österreich  | Sabine Schöffmann | 216,00 |
| 4     | Österreich  | Maria Sitzenfrei  | 180,00 |
| 5     | Schweiz     | Ladina Jenny      | 162,00 |
| 6     | Österreich  | Viktoria Stefaner | 144,00 |
| 7     | Italien     | Nadya Ochner      | 129,60 |
| 8     | Russland    | Polina Maurina    | 115,20 |

Datum: 31. März 2011
10.  Elisa Sochacky 

11.  Tanja Brugger 

12.  Selina Kammerer 

15.  Bernadette Ernst 

16.  Carina Schmidiger 

16.  Anna Krogoll 

22.  Nicole Baumgartner 

31.  Stefanie Müller 

### Parallel-Riesenslalom
| Platz | Land        | Sportlerin         | Punkte |
| ----- | ----------- | ------------------ | ------ |
| 1     | Schweiz     | Julie Zogg         | 360,00 |
| 2     | Schweiz     | Stefanie Müller    | 288,00 |
| 3     | Deutschland | Cheyenne Loch      | 216,00 |
| 4     | Österreich  | Bernadette Ernst   | 180,00 |
| 5     | Italien     | Nadya Ochner       | 162,00 |
| 6     | Schweiz     | Nicole Baumgartner | 144,00 |
| 7     | Österreich  | Viktoria Stefaner  | 129,60 |
| 8     | Deutschland | Anna Krogoll       | 115,20 |

Datum: 30. März 2011
10.  Sabine Schöffmann 

11.  Ladina Jenny 

14.  Maria Sitzenfrei 

15.  Carina Schmidiger 

20.  Elisa Sochacky 

24.  Selina Kammerer 

43.  Tanja Brugger

### Snowboardcross
| Platz | Land               | Sportlerin        | Punkte |
| ----- | ------------------ | ----------------- | ------ |
| 1     | Tschechien         | Eva Samková       | 360,00 |
| 2     | Frankreich         | Chloé Trespeuch   | 288,00 |
| 3     | Vereinigte Staaten | Chloe Banning     | 216,00 |
| 4     | Schweiz            | Miriam Wuffli     | 180,00 |
| 5     | Italien            | Michela Moioli    | 162,00 |
| 6     | Frankreich         | Pauline Tilloy    | 144,00 |
| 7     | Tschechien         | Kateřina Chourová | 129,60 |
| 8     | Schweiz            | Charlene Gruffy   | 115,20 |

Datum: 29. März 2011
10.  Debbie Pleisch 

14.  Luca Berg

### Halfpipe
| Platz | Land               | Sportlerin          | Punkte |
| ----- | ------------------ | ------------------- | ------ |
| 1     | Japan              | Haruna Matsumoto    | 400,00 |
| 2     | Japan              | Hikaru Ōe           | 320,00 |
| 3     | Frankreich         | Mirabelle Thovex    | 240,00 |
| 4     | Japan              | Misa Honda          | 200,00 |
| 5     | Frankreich         | Emma Bernard        | 180,00 |
| 6     | Polen              | Katarzyna Rusin     | 160,00 |
| 7     | Frankreich         | Alexia le Droumague | 144,00 |
| 8     | Vereinigte Staaten | Arielle Gold        | 128,00 |

Datum: 2. April 2011

### Slopestyle
| Platz | Land               | Sportlerin      | Punkte |
| ----- | ------------------ | --------------- | ------ |
| 1     | Ungarn             | Anna Gyarmati   | 360,00 |
| 2     | Finnland           | Merika Enne     | 288,00 |
| 3     | Vereinigte Staaten | Karly Shorr     | 216,00 |
| 4     | Polen              | Katarzyna Rusin | 180,00 |
| 5     | Frankreich         | Lou Chabelard   | 162,00 |
| 6     | Neuseeland         | Stefi Luxton    | 144,00 |
| 7     | Australien         | Lauren Stavely  | 129,60 |
| 8     | Frankreich         | Marion Haerty   | 115,20 |

Datum: 3. April 2011

## Ergebnisse Männer

### Parallel-Slalom
| Platz | Land        | Sportler          | Punkte |
| ----- | ----------- | ----------------- | ------ |
| 1     | Österreich  | Lukas Mathies     | 360,00 |
| 2     | Russland    | Dmitriy Bazanov   | 288,00 |
| 3     | Deutschland | Stefan Baumeister | 216,00 |
| 4     | Slowenien   | Tim Mastnak       | 180,00 |
| 5     | Italien     | Edwin Coratti     | 162,00 |
| 6     | Südkorea    | Choi Bo-gun       | 144,00 |
| 7     | Russland    | Dmitri Bojko      | 129,60 |
| 8     | Italien     | Mirko Felicetti   | 115,20 |

Datum: 31. März 2011
09.  Daniel Krebs 

11.  Felix Widnig 

12.  Max Widnig 

16.  Christian Hupfauer 

18.  Lukas Schneeberger 

19.  Fabian Miller 

22.  Dario Caviezel 

51.  Silvan Flepp

### Parallel-Riesenslalom
| Platz | Land        | Sportler          | Punkte |
| ----- | ----------- | ----------------- | ------ |
| 1     | Slowenien   | Tim Mastnak       | 360,00 |
| 2     | Österreich  | Lukas Mathies     | 288,00 |
| 3     | Italien     | Edwin Coratti     | 216,00 |
| 4     | Deutschland | Stefan Baumeister | 180,00 |
| 5     | Russland    | Dmitri Basanow    | 162,00 |
| 6     | Russland    | Konstantin Kotow  | 144,00 |
| 7     | Italien     | Mirko Felicetti   | 129,60 |
| 8     | Kanada      | Richard Evanoff   | 115,20 |

Datum: 30. März 2011
10.  Silvan Flepp 

11.  Daniel Krebs 

18.  Felix Widnig 

24.  Max Widnig 

27.  Christian Hupfauer 

31.  Dario Caviezel 

36.  Lukas Schneeberger 

38.  Fabian Miller

### Snowboardcross
| Platz | Land               | Sportler         | Punkte |
| ----- | ------------------ | ---------------- | ------ |
| 1     | Spanien            | Regino Hernández | 360,00 |
| 2     | Slowenien          | Matija Mihič     | 288,00 |
| 3     | Finnland           | Elias Koivumaa   | 216,00 |
| 4     | Deutschland        | Maximilian Stark | 180,00 |
| 5     | Deutschland        | Martin Nörl      | 162,00 |
| 6     | Schweiz            | Tim Watter       | 144,00 |
| 7     | Schweiz            | Beat Fischli     | 129,60 |
| 8     | Vereinigte Staaten | Mick Dierdorff   | 115,20 |

Datum: 29. März 2011
14.  Michael Hämmerle 

18.  Paul Berg 

25.  Alessandro Hämmerle

### Halfpipe
| Platz | Land               | Sportler        | Punkte |
| ----- | ------------------ | --------------- | ------ |
| 1     | Japan              | Taku Hiraoka    | 400,00 |
| 2     | Vereinigte Staaten | Taylor Gold     | 320,00 |
| 3     | Japan              | Ayumu Nedefuji  | 240,00 |
| 4     | Niederlande        | Dimi de Jong    | 200,00 |
| 5     | Schweiz            | Lucien Koch     | 180,00 |
| 6     | Japan              | Eiju Hirano     | 160,00 |
| 7     | Frankreich         | Maxence Tevelle | 144,00 |
| 8     | Vereinigte Staaten | Benjamin Farrow | 128,00 |

Datum: 2. April 2011
09.  Yannick Imboden 

23.  Linus Birkendahl 

27.  Lucas Baume 

28.  Aurel Anthamatten 

33.  Luis Eckert 

38.  Johannes Höpfl 

44.  Jan Scherrer 

51.  David Halblützel

### Slopestyle
| Platz | Land               | Sportler                | Punkte |
| ----- | ------------------ | ----------------------- | ------ |
| 1     | Österreich         | Clemens Schattschneider | 400,00 |
| 2     | Slowenien          | Tim-Kevin Ravnjak       | 320,00 |
| 3     | Schweiz            | Jan Scherrer            | 240,00 |
| 4     | Finnland           | Aleksi Partanen         | 200,00 |
| 5     | Vereinigte Staaten | Wylie Adams             | 180,00 |
| 6     | Finnland           | Nuutti Niemelä          | 160,00 |
| 7     | Niederlande        | Dimi de Jong            | 144,00 |
| 8     | Schweiz            | Lucas Baume             | 128,00 |

Datum: 3. April 2011
14.  Max Buri 

17.  Aurel Anthamatten 

30.  David Hablützel 

41.  Lucien Koch 

50.  Linus Birkendahl 

55.  Johannes Höpfl 

63.  Luis Eckert 

62.  Johannes Handle

## Medaillenspiegel
| Platz | Land               | Gold | Silber | Bronze | Gesamt |
| ----- | ------------------ | ---- | ------ | ------ | ------ |
| 1     | Schweiz            | 2    | 1      | 1      | 4      |
| 1     | Japan              | 2    | 1      | 1      | 4      |
| 1     | Österreich         | 2    | 1      | 1      | 4      |
| 4     | Slowenien          | 1    | 2      | -      | 3      |
| 5     | Tschechien         | 1    | -      | -      | 1      |
| 5     | Ungarn             | 1    | -      | -      | 1      |
| 5     | Spanien            | 1    | -      | -      | 1      |
| 8     | Deutschland        | -    | 1      | 2      | 3      |
| 8     | Vereinigte Staaten | -    | 1      | 2      | 3      |
| 10    | Finnland           | -    | 1      | 1      | 2      |
| 10    | Frankreich         | -    | 1      | 1      | 2      |
| 12    | Russland           | -    | 1      | -      | 1      |
| 13    | Italien            | -    | -      | 1      | 1      |
|       | Gesamt             | 10   | 10     | 10     | 30     |